# Autodoc (entreprise)
Pour les articles homonymes, voir Autodoc.
Autodoc est une entreprise allemande basée à Berlin. Elle exploite, dans 27 pays européens, des boutiques en ligne de pièces détachées pour voitures particulières, poids-lourds et motos,,. Ses clients sont principalement des particuliers et de petits ateliers,. La société existe depuis 2008 et opère depuis 2015 sous la marque Autodoc. En raison de sa croissance rapide, elle compte parmi les "Hidden Champions" de la branche.

## Histoire
En 2008, Alexej Erdle, Max Wegner et Vitalij Kungel, Allemands de la Volga rapatriés tardifs, fondent l’entreprise E&S Pkwteile GmbH. À l’époque, de nombreux garages automobiles vendaient les pièces de rechange à des prix élevés. Sur le domaine pkwteile.de, les trois fondateurs de l’entreprise ouvrent une boutique en ligne proposant des prix plus abordables.L’idée commerciale s’avère fructueuse et l’entreprise s’établit durablement sur le marché. Au début, les fondateurs emballent et envoient les pièces de rechange eux-mêmes. Puis en 2009, ils embauchent leur premier employé. En 2022, Autodoc compte au total 5.000 collaborateurs dans toute l'Europe.
Dans les premières années, le siège de l’entreprise se situe à Berlin-Weißensee. En 2010, l’entreprise déménage à Berlin-Lichtenberg. En 2011, l’expansion commence vers l’Autriche et la Suisse. En 2012, elle se poursuit en Grande-Bretagne, en France, en Italie et en Espagne. Par la suite, l’entreprise emménage dans des bureaux et sur un site logistique plus spacieux, toujours à Berlin-Lichtenberg.
En 2015, l’entreprise change de nom et devient Autodoc GmbH. Son image s’internationalise grâce aux traductions de domaines de premier niveau, spécifiques à chaque pays. À cela viennent s’ajouter 269 boutiques en ligne dans le monde entier. Pour l’exercice 2016, le chiffre d’affaires dépasse les 100 millions d’euros. En 2017, il atteint plus de 250 millions d’euros. En 2018, Autodoc ajoute des pièces de rechange pour poids lourds et autres véhicules utilitaires à sa gamme de produits. En 2022, le chiffre d'affaires annuel a dépassé pour la première fois le milliard d'euros. En 2023, AUTODOC a généré un chiffre d'affaires de 1,3 milliard d'euros.
Selon ses propres déclarations, l’entreprise est, au niveau européen, le vendeur en ligne de pièces automobiles générant le plus gros chiffre d’affaires En 2018, une évaluation du Financial Times classe Autodoc parmi les entreprises européennes ayant connu la plus forte croissance du chiffre d’affaires, indépendamment du secteur d’activité. Cette croissance s’est faite sans financement externe.
En juin 2019, Autodoc ouvre un bureau à l’adresse Kurfürstendamm 22, au cœur de Berlin. Le siège de l’entreprise est toujours à Berlin-Lichtenberg.
En septembre 2020, l’entreprise ouvre un nouveau site logistique semi-automatique à Szczecin, en Pologne. Selon ses propres déclarations, elle double ainsi sa surface de stockage là-bas, passant à 26,700 mètres carrés. En 2018, Autodoc avait ouvert son entrepôt à Szczecin, dans le quartier Zalom-Kasztanowe, près de l’autoroute polonais A6. Presque 1600 employés travaillent à Szczecin. Grâce au nouveau bâtiment, près de 800 nouveaux emplois seront générés. Depuis 2018, l’entreprise a investi environ 11 millions d’euros dans son entrepôt de Szczecin. En 2021, l'entreprise a décidé de construire un troisième site de stockage et de logistique à Egra, en République tchèque.
En septembre 2021, l'entreprise a changé de forme juridique, passant du statut de SARL à celui de société anonyme. Depuis novembre 2022, la dénomination sociale d'Autodoc AG est devenue Autodoc SE. L'entreprise dispose de sept sites en Allemagne, Pologne, République tchèque, Ukraine, Moldavie, France et Portugal,.

## Organisation
Le conseil d'administration est composé de Dmitri Zadorojnii (président). Le directeur financier de l'entreprise est Lennart Schmidt. Le président du conseil de surveillance est Alexei Kletenkov. Les fondateurs Alexej Erdle, Vitalij Kungel et Max Wegner font partie du conseil de surveillance.

## Autres
La société propose environ 4,8 millions de pièces détachées pour voitures particulières, poids-lourds et motos: des pièces pour le moteur, le châssis, les feux, l'appareillage électrique, l'aération et l'équipement pneumatique.
En 2019, Autodoc est partenaire officiel du Championnat du Monde des Rallyes (WRC) de la FIA et sponsorise toutes les courses européennes,. En 2018, Autodoc est partenaire officiel du ADAC Rallye.
Fin mars 2020, dans le cadre de l'initiative nationale 'Spenden für Corona' ('Faire un don pour Corona'), Autodoc fait don de 50.000 euros à la fondation de médecine universitaire d'Essen pour la recherche sur le virus. Pour ces recherches, l'Institut de virologie et la Clinique d'infectiologie de la médecine universitaire d'Essen profitent d'une coopération avec la clinique pour les maladies infectieuses de l'Union Hospitals à Wuhan.

## Critique
En 2017, des annonces d'Autodoc paraissent sur des sites à contenus populistes de droite. La société confirme le placement des annonces, mais rejette les critiques de proximité avec les idées populistes de droite et revendique des principes démocratiques. Autodoc renvoie au fait que dans le commerce en ligne, il est courant de publier des bannières publicitaires sur des sites de prestataires tiers (Programmatic Advertising).
De plus, le journal New York Times rapporte que des articles sur des thèmes de société controversés auraient été consultables sur un site secondaire du site Internet d'Autodoc accessible uniquement par la saisie de l'URL direct. Autodoc GmbH confirme aussi cela et renvoie à l'optimisation des moteurs de recherche qui s'opère avec de tels contenus.  Certains contestent que des pages avec des articles qui n'ont rien à voir avec les activités de l'entreprise puissent être utiles à l'optimisation des moteurs de recherche. Cette optimisation est un élément essentiel de la stratégie marketing d'Autodoc. Autodoc a effacé les sites secondaires au contenu douteux,.
À la suite de cette affaire, des écoles berlinoises ont interrompu le sponsoring d'Autodoc qui offrait des gilets de sécurité à des enfants de CP.
La RBB (Radio Berlin Brandenbourg) a résumé la réaction de l'entreprise à cette affaire de la manière suivante : « Le porte-parole d'Autodoc, Thomas Casper, a indiqué au New York Times que la compagnie « n'avait pas l'intention de soutenir des médias de droite », et a ajouté : « Nous sommes fermement opposés au racisme et aux principes d'extrême droite ». L'équipe marketing d'Autodoc travaillerait dorénavant avec des sociétés tierces pour la publicité en ligne et l'entreprise aurait renforcé les mécanismes de contrôle et engagé une agence média externe garantissant ainsi qu'aucune publicité ne soit placée sur des pages d'extrême droite. » En 2021, retrospectivement, Erdle estime que le sujet est clos.